# Vignol
Vignol é uma comuna francesa na região administrativa de Borgonha-Franco-Condado, no departamento Nièvre. Estende-se por uma área de 8,73 km². Em 2010 a comuna tinha 62 habitantes (densidade: 7,1 hab./km²).